# 东恒伽王朝
东恒伽王朝 (奥里亚语 : ଗଙ୍ଗ ବଂଶ ଶାସନ)是印度次大陆的印度教政权。东恒伽王朝源自羯陵伽，从11世纪到15世纪早期统治包括今印度整个奥里萨邦和西孟加拉邦、安得拉邦、恰蒂斯加尔邦的一部分他的首都Kalinganagara，在今安得拉邦斯里加古蘭縣。奥里萨邦科纳尔克的科纳克太阳神庙被评为联合国教科文组织世界遗产。
王朝的建立者是阿南泰伐摩·朱达恒伽提婆，西恒伽王朝的后裔。西恒伽王朝和朱罗王朝统治今卡纳塔克邦的南部。东恒伽王朝和朱罗王朝、东遮娄其王朝建立婚姻关系，他们把南印度文化带到了奥里萨邦，其中典型就是他们的货币他们的货币被称为Ganga fanams，受南印度朱罗王朝、东遮娄其王朝的影响很大阿南泰伐摩信仰印度教，赞助艺术和文学。他在奥里萨邦建立了著名賈格納寺。阿南泰伐摩·朱达恒伽提婆的继任者是诸如纳罗新哈提婆一世（1238–1264）的显赫的统治者。
东恒伽王朝统治者抵抗穆斯林统治者的不断攻击，保卫他们的王国。王国通过贸易和商业繁荣起来，财富主要用于寺庙的建造。在15世纪早期巴哈奴提婆四世的统治下（1414–34），东恒伽王朝统治的结束。

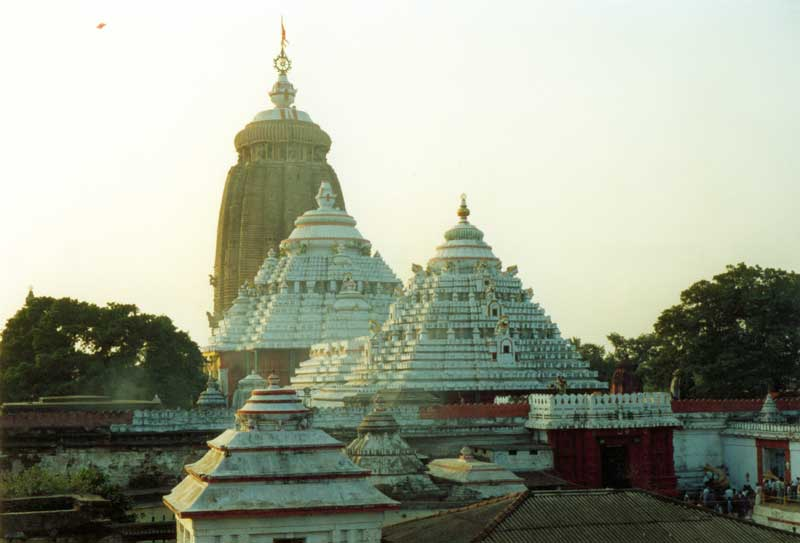
阿南泰伐摩建立的賈格納寺

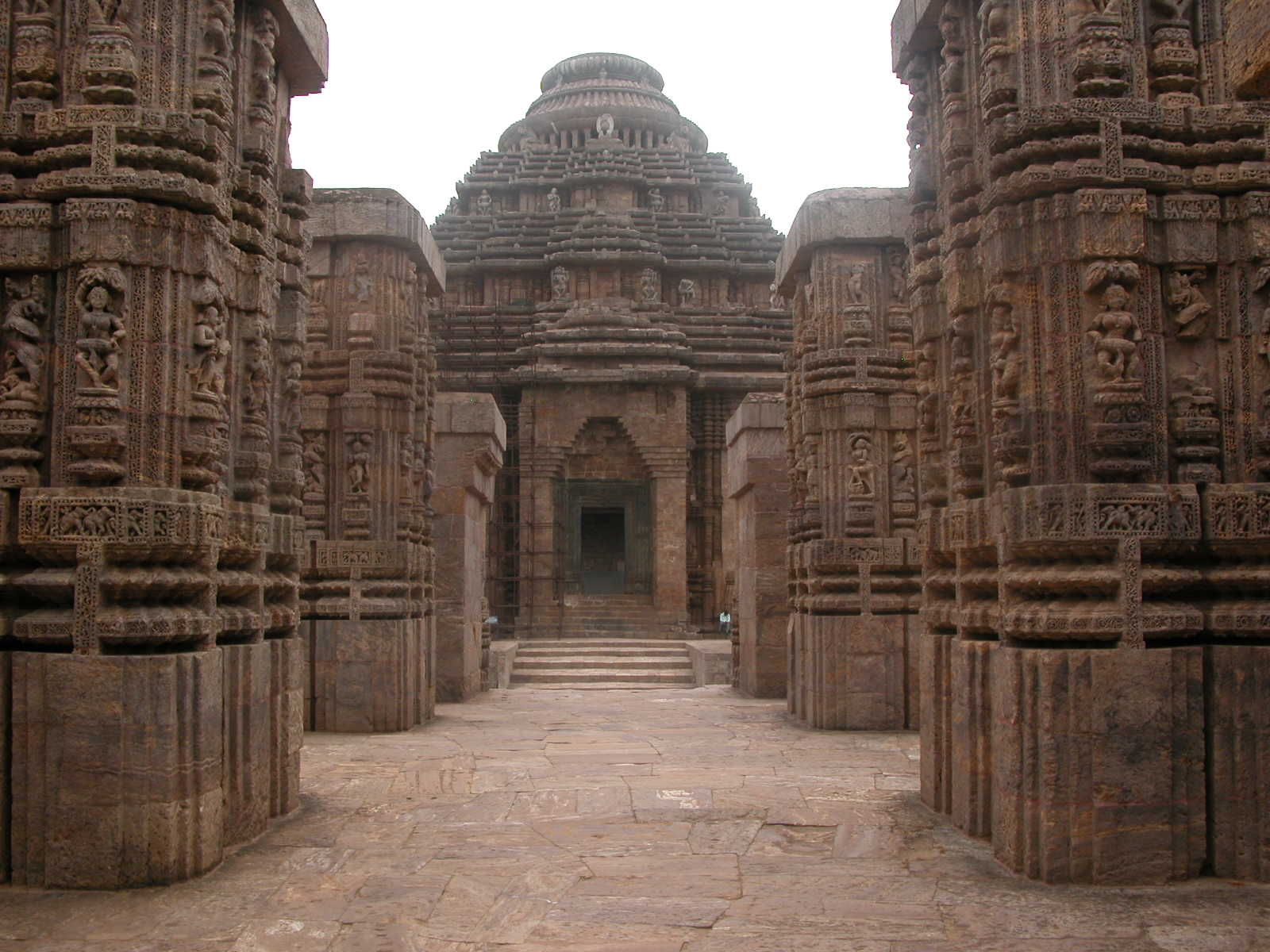
奥里萨邦科纳尔克纳罗新哈提婆一世建造的的科纳克太阳神庙，世界遗产.

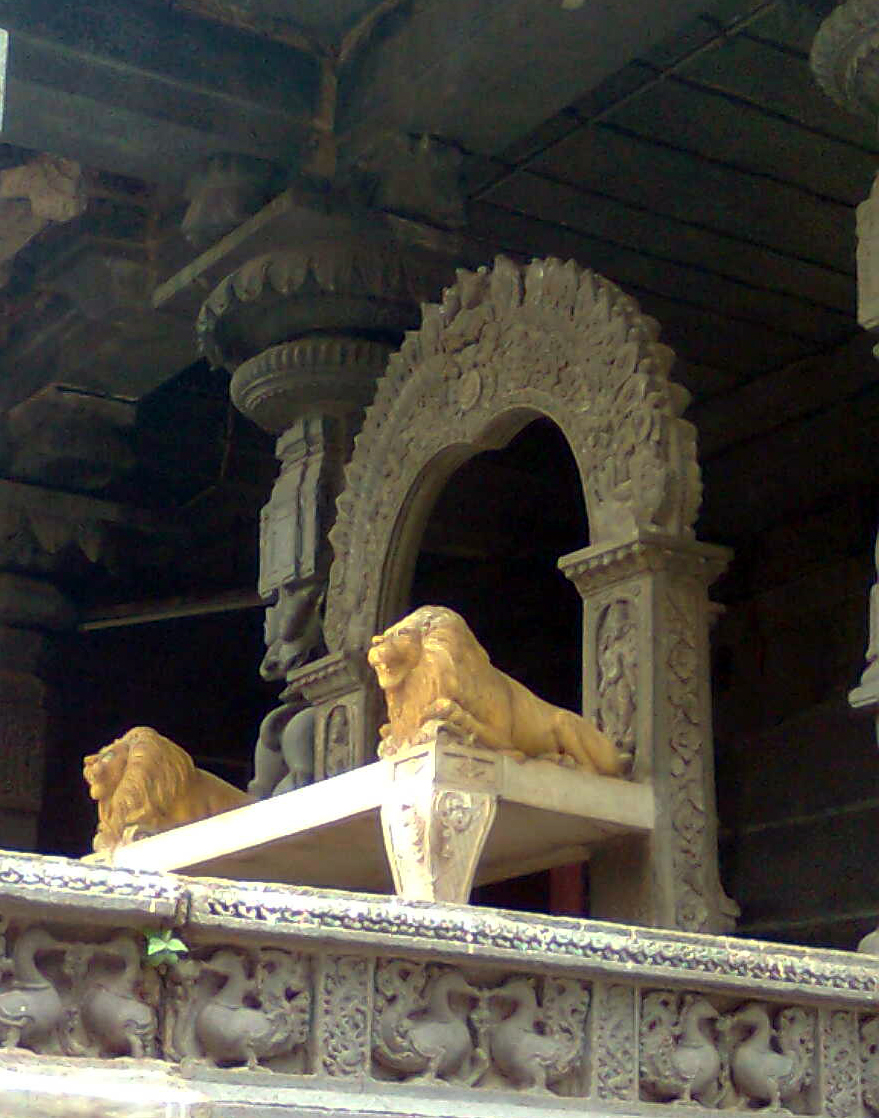
Simhachalam寺一块石头雕刻的王座

## 统治者
1. 因陀罗跋摩 (496-535)[7]

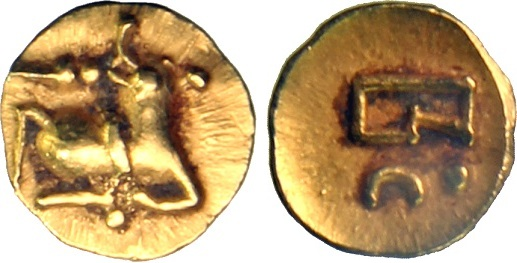
东恒伽王朝的货币

2. Devendravarman四世 (893-?)
3. 瓦杰拉哈斯·阿难多伐弹那(1038-?)
4. 罗阇罗阇一世 (?-1078)
5. 阿南泰伐摩·朱达恒伽提婆 (1078–1150)[7]
6. 阿难伽·布希马·提婆二世 (1178–1198)
7. 罗阇罗阇二世 (1198 - 1211)
8. 阿难伽·布希马·提婆三世 (1211–1238)
9. 纳罗新哈提婆一世 (1238–1264)[7]
10. 巴哈奴提婆一世 (1264–1279)
11. 纳罗新哈提婆二世 (1279–1306)[7]
12. 巴哈奴提婆二世 (1306–1328)
13. 纳罗新哈提婆三世 (1328–1352)
14. 巴哈奴提婆三世  (1352–1378)
15. 纳罗新哈提婆四世 (1379–1424)[7]
16. 巴哈奴提婆四世 (1424–1434)